# Схирмонникогский диалект

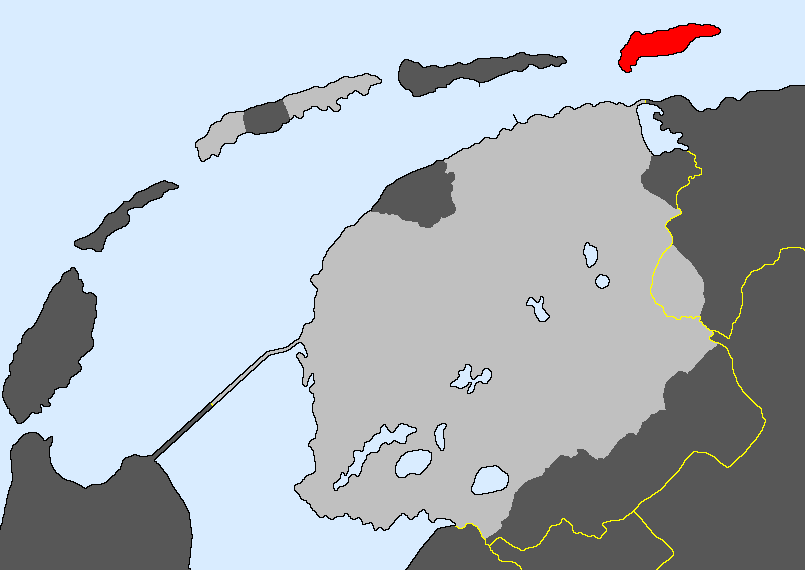
Положение схирмонникогского диалекта в ареале западнофризского языка.

Схирмонникогский диалект (з.-фриз. Skiermûntseagersk, нидерл. Schiermonnikoogs) — диалект западнофризского языка. На нём говорят на ваттовом острове Схирмонниког, принадлежащем  нидерландской провинции Фрисландия. Этот западнофризский диалект не связан тесно ни с материковыми диалектами, ни с другими островными диалектами, на которых говорят на острове Терсхеллинг. Он сохранил очень архаичные грамматические формы, такие как система склонения прилагательных, и, поскольку он интересен лингвистам, он является одним из наиболее изученных диалектов Нидерландов. Тем не менее, на нём говорит лишь небольшая группа людей, и, похоже, он постепенно вымирает. В 2018 году группа лингвистов-любителей начала на регулярной основе общаться между собой на этом диалекте.

## История
Схирмонниког обязан своим названием цистерцианским монахам, которых также называли «серыми монахами» из-за их одеяний. Цистерцианцы из монастыря Кларкамп, близ селения Ринсюмагест, который был основан в 1165 году, были первыми засвидетельствованными собственниками острова. Между тем, схирмонникогский превратился в уникальный фризский диалект, который сильно отличается от стандартного западнофризского языка. Это в первую очередь связано с тем фактом, что на протяжении веков остров был сильно изолирован, даже в большей степени, чем другие ваттовые острова, где были более развиты торговля, рыболовство и китобойный промысел. Тот факт, что контакты с внешним миром были редкими, привел к появлению отдельного сообщества с сильными языковыми особенностями. Кроме того, схирмонникогский диалект, возможно, уже имел более или менее отдельное происхождение, так как остров лежит как раз на языковой границе Вестлауверской и Остлауверской Фрисландии. Кроме того, некоторые лингвистические историки ссылались в отношении схирмонникогского на Первую волну фризкой миграции, которая также упоминается как объяснение существования различных островных диалектов севернофризского языка. После подчинения Оммеландов Гронингену в конце XV века схирмонникогский диалект также подвергся значительному, если не очень сильному влиянию нижнесаксонского диалекта Гронингена.

## Носители языка
У схирмонникогского наименьшее количество носителей среди живых диалектов западнофризского языка. В 2000 году в части доклада, посвящённого диалекту, Омроп Фрислон сообщило, что на тот момент было всего около 50 говорящих. Тем не менее, Элс Пердок, автор нидерландско-схирмонникогского словаря, насчитал 120 человек в 2001 году. Согласно данным De Bosatlas van Fryslân за 2009 год, еще 19% населения острова говорили на схирмонникогском, что означает при населении 951 человека (согласно единственному источнику) более чем 180 говорящих. Объяснение различий в количестве говорящих скорее следует искать  в критериях, использованных для оценки.
Во всех случаях на острове на схирмонникогском говорят почти исключительно пожилые люди, и, таким образом, число носителей постепенно уменьшается. Таким образом, диалект балансирует на грани исчезновения. На Схирмонникоге есть только одна семья, а именно семья деревенского диктора, где дети воспитываются на этом диалекте.
11 августа 2018 года в газете Friesch Dagblad появилась статья, которая привлекла внимание к Дьями Милларсону. Он освоил схирмонникогский через 52 дня после своего дня рождения. До своего дня рождения он самостоятельно за месяц выучил астерский диалект острова Терсхеллинг. Вместе с Дьями Милларсоном схирмонникогский учили гонконгец Кен Хо и итальянец Джованни Пинто. 24 августа 2018 года в De Telegraaf появилась статья о первом визите Милларсона с друзьями на остров. Этот исторический момент, по мнению De Telegraaf, был очень волнительным для пожилых людей, которые всё ещё могут говорить на этом диалекте, поскольку это дает новую перспективу для выживания схирмонникогского. Поскольку эти три молодых человека образуют международное сообщество, диалект теперь используется для международного общения, и, таким образом, он в перспективе приобрёл новую функцию. Милларсон и его друзья хотят снова сделать схирмонникогский диалект распространённым.